# Arctopsyche amurensis
Arctopsyche amurensis är en nattsländeart som beskrevs av Martynov 1934. Arctopsyche amurensis ingår i släktet Arctopsyche och familjen ryssjenattsländor. Inga underarter finns listade i Catalogue of Life.